# 1992年以色列驻阿根廷大使馆爆炸案

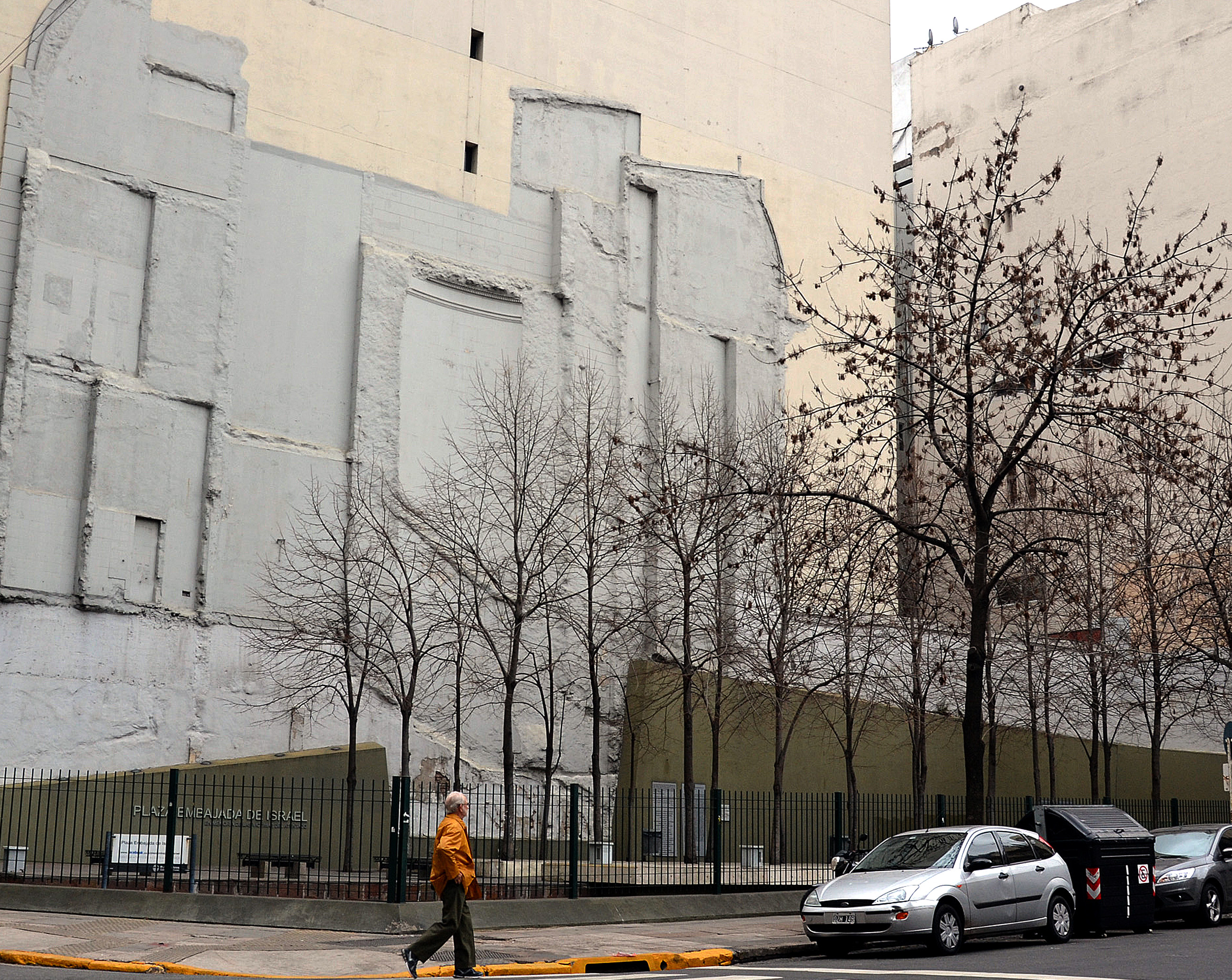
1992年以色列駐阿根廷大使館爆炸案罹難者紀念碑

1992年以色列驻阿根廷大使馆爆炸案是1992年3月17日阿根廷布宜诺斯艾利斯以色列驻阿根廷大使馆發生的爆炸事件，造成29名平民死亡，另有242名平民受伤。一個什葉派組織為報復真主黨總書記阿巴斯·穆萨维遇刺而發動了此次自殺攻擊。 